# Skilærer
Skilærer eller skiinstruktør er en person, der lærer andre mennesker at stå på ski. Skiinstruktører skal i nogle lande have en skiinstruktøruddannelse for at undervise i skiløb.
En skiinstruktøruddannelse erhverves normalt i det land hvor man ønsker at arbejde. Her foregår kurserne via de nationale skilærerforbund; Tiroler Skilehrerverband (Østrig), CSIA (Canada) og Ecole Nationale de Ski et d'Alpinisme (Frankrig). I Danmark er det Danmarks Skiforbund som via deres uddannelsesudvalg/afdeling “Den Danske Skiskole” står for certificering af skiinstruktører.
Skilæreruddannelsen er opbygget op så der er niveau 1, 2 og 3. Niveau 1 tager normalt 7-10 dage og er adgangsgivende til at undervise og arbejde i en lokal skiskole. Dog har Italien og Frankrig kun et samlet niveau som kræver 1-2 års uddannelse før man kan få en licens til at undervise.